# Війна в Дофарі
Війна в Дофарі (араб. ثورة ظفار) — повстання, розпочате в провінції Дофар проти султанату Маскат і Оману, з 1962 по 1976, що закінчилося поразкою повстанців.

## Передісторія конфлікту
У 1962 році Оман був порівняно слаборозвиненою країною на Близькому Сході. Султан Саїд бін Теймур, абсолютний правитель, оголосив поза законом майже всі досягнення 20 століття. Дофар був залежним від Оману і піддавався жорсткій економічній експлуатації. Крім того, населення Дофару, яке розмовляло різними південноаравійськими мовами, були піддані ще більшими обмеженнями, ніж інші оманці.
У 1962 році Фронт визволення Дофару заволодів майже всією провінцією Дофар на півдні Оману. Таке розташування сил не влаштовувало центральну влада султанату в Маскаті і вони чекали моменту, щоб повернути Дофар. У 1964 році в Омані була знайдена нафта. Це внесло додаткове загострення в конфлікт.

## Бойові дії в цілому
Війна в Дофарі була локальною війною викликаною заворушеннями в арабському світі (інші приклади: арабо-ізраїльський конфлікт, громадянська війна у Лівії). Війна в Дофарі почалася в 1965 році, і тривала майже 11 років. Військові роки можна розділити на 2 етапи.

### 1-й етап (1965—1-а половина 1970)
Під час 1-го етапу значну роль грала британська авіація. Оскільки в Дофарі в цей час не було розвинутої системи ППО, навіть малозахищені бомбардувальники могли здійснювати нальоти. На початку цього етапу (до 1967 року) війська Фронту тримали певну ініціативу. Пізніше, британці і оманці почали її перехоплювати. Літаки і тут надали велику допомогу.

### 2-й етап (2-а половина 1970—1976)
2-й етап виявився фатальним для Фронту, саме багато в чому через величезний брак сил у 2-му етапі вони і програли війну. Після 1970-го року Фронт змінив свою назву і став називатися Національним фронтом визволення Оману. Після 1973 року фронт вже тільки відбивався від коаліції. До 1976 році війна повністю завершилася.

## Перемир'я

### Підсумки війни
В результаті війни Дофар отримав свій нинішній статус. Війна стала завершальним етапом у політиці бен Саїда. Після неї Оман став єдиною державою.
Фронт визволення Дофара залишився незалежною організацією в Омані (базується в Лондоні). Він проводить колишню політику, але відкрито не виступає.